# دن + شی
دن + شِیْ (به انگلیسی: Dan + Shay) جفت خواننده موسیقی کانتری آمریکایی است که از دو خواننده و ترانه‌سرا به نام عای دن سمایرز و شِی مونی تشکیل شده‌است. این دو با وارنر برادرز. رکوردز قرارداد دارند و تاکنون سه آلبوم منتشر کرد ه اند. این آلبوم‌ها مجموعاً شامل نه تک ترانه بوده‌اند که از آن میان ۵ تا در صدر فهرست کانتری ارپلی قرار گرفته و ۲ تا بر صدر فهرست هات کانتری سانگز قرار گرفته‌اند. اعضای این گروه علاوه بر آثار خود با کسانی چون کلی کلارکسون و لیندزی استرلینگ همکاری کرده‌اند.